# Prix Dannie-Heineman de physique mathématique
Pour les articles homonymes, voir Prix Dannie-Heineman.
Le prix Dannie-Heineman de physique mathématique (en anglais Dannie Heineman Prize for Mathematica Physics) est décerné chaque année conjointement par la Société américaine de physique et l'American Institute of Physics afin de récompenser un travail remarquable dans le domaine de la physique mathématique. Le prix a été créé par la fondation Heineman, en l'honneur de l'ingénieur et homme d'affaires américano-belge Dannie Heineman.

## Lauréats
- 2025 : Samson Shatashvili (en)
- 2024 : David Brydges (en)
- 2023 : Nikita Nekrasov (en)
- 2022 : Antti Kupiainen et Krzysztof Gawędzki
- 2021 : Joel Lebowitz
- 2020 : Svetlana Jitomirskaya[1]
- 2019 : T. Bill Sutherland, Francesco Calogero et Michel Gaudin
- 2018 : Barry Simon[2]
- 2017 : Carl M. Bender (en)[3]
- 2016 : Andrew Strominger et Cumrun Vafa
- 2015 : Pierre Ramond
- 2014 : Gregory Moore
- 2013 : Michio Jimbo et Tetsuji Miwa
- 2012 : Giovanni Jona-Lasinio
- 2011 : Herbert Spohn
- 2010 : Michael Aizenman
- 2009 : Carlo Becchi, Alain Rouet (de), Raymond Stora et Igor Tyutin
- 2008 : Mitchell Feigenbaum
- 2007 : Juan Maldacena et Joseph Polchinski
- 2006 : Sergio Ferrara, Daniel Z. Freedman et Peter van Nieuwenhuizen
- 2005 : Giorgio Parisi
- 2004 : Gabriele Veneziano[4]
- 2003 : Yvonne Choquet-Bruhat et James W. York
- 2002 : Michael Green et John Henry Schwarz
- 2001 : Vladimir Arnold
- 2000 : Sidney Coleman
- 1999 : Barry M. McCoy, Tai Tsun Wu et Alexander Zamolodchikov
- 1998 : Nathan Seiberg et Edward Witten
- 1997 : Harry Lehmann (en)
- 1996 : Roy J. Glauber
- 1995 : Roman Jackiw
- 1994 : Richard Arnowitt, Stanley Deser et Charles W. Misner
- 1993 : Martin Gutzwiller
- 1992 : Stanley Mandelstam
- 1991 : Jürg Fröhlich et Thomas C. Spencer
- 1990 : Iakov Sinaï
- 1989 : John S. Bell
- 1988 : Julius Wess et Bruno Zumino
- 1987 : Rodney James Baxter
- 1986 : Alexander Polyakov
- 1985 : David Ruelle
- 1984 : Robert Griffiths
- 1983 : Martin Kruskal
- 1982 : John Clive Ward (en)
- 1981 : Jeffrey Goldstone
- 1980 : James Glimm et Arthur Jaffe
- 1979 : Gerard 't Hooft
- 1978 : Elliott Lieb
- 1977 : Steven Weinberg
- 1976 : Stephen Hawking
- 1975 : Ludwig Faddeev (de)
- 1974 : Subrahmanyan Chandrasekhar
- 1973 : Kenneth Wilson
- 1972 : James Bjorken
- 1971 : Roger Penrose
- 1970 : Yoichiro Nambu
- 1969 : Arthur Wightman
- 1968 : Sergio Fubini
- 1967 : Gian-Carlo Wick
- 1966 : Nikolaï Bogolioubov
- 1965 : Freeman Dyson
- 1964 : Tullio Regge
- 1963 : Keith Brueckner
- 1962 : Léon van Hove
- 1961 : Marvin Goldberger
- 1960 : Aage Bohr
- 1959 : Murray Gell-Mann